# Yucunani
Yucunani är en ort i Mexiko.   Den ligger i kommunen San Juan Mixtepec -Dto. 08 - och delstaten Oaxaca, i den sydöstra delen av landet, 270 km sydost om huvudstaden Mexico City. Yucunani ligger 2 448 meter över havet och antalet invånare är 105.
Terrängen runt Yucunani är lite bergig. Runt Yucunani är det ganska glesbefolkat, med 48 invånare per kvadratkilometer. Närmaste större samhälle är Santiago Juxtlahuaca, 13,0 km väster om Yucunani. I omgivningarna runt Yucunani växer huvudsakligen savannskog.